# Lucía Gómez
Lucía Gómez García (Nacida en Teruel el 18 de septiembre de 1967) es una política española.

## Biografía
Licenciada en Filosofía y Letras, sección Filología Hispánica, por la Universidad de Zaragoza. Ha colaborado como docente en la Universidad de Verano de Teruel. Se afilió al PSOE en 1989. Fue concejala socialista en el Ayuntamiento de Teruel (1991-1999), participando en las comisiones de Obras y Urbanismo, Educación y Cultura y Servicios Sociales. Fue diputada nacional por Teruel en la V Legislatura.
El 14 de junio de 2003, se convertía en la primera mujer en ser alcaldesa de Teruel, tras un pacto entre el PSOE y el PAR. Cuatro años después, en las elecciones municipales del 27 de mayo de 2007,